# Стокбриџ (Мичиген)
Стокбриџ (енгл. Stockbridge) град је у америчкој савезној држави Мичиген.

## Демографија
По попису из 2010. године број становника је 1.218, што је 42 (-3,3%) становника мање него 2000. године.
| Група             | 2000.         | 2010.         |
| Белци             | 1.226 (97,3%) | 1.152 (94,6%) |
| Афроамериканци    | 0 (0,0%)      | 3 (0,2%)      |
| Азијати           | 3 (0,2%)      | 3 (0,2%)      |
| Хиспаноамериканци | 13 (1,0%)     | 38 (3,1%)     |
| Укупно            | 1.260         | 1.218         |